# Budimir Vujačić
Budimir Vujačić (n. 4 ianuarie 1964, Podgorica, RSF Iugoslavia) este un fost fotbalist muntenegrean.
Între 1989 și 1996, Vujačić a jucat 11 meciuri pentru echipa națională a Iugoslaviei.

## Statistici
| Iugoslavia | Iugoslavia | Iugoslavia |
| An         | Meciuri    | Goluri     |
| ---------- | ---------- | ---------- |
| 1989       | 4          | 0          |
| 1990       | 0          | 0          |
| 1991       | 3          | 0          |
| 1992       | 1          | 0          |
| 1993       | 0          | 0          |
| 1994       | 0          | 0          |
| 1995       | 1          | 0          |
| 1996       | 2          | 0          |
| Total      | 11         | 0          |